# Agneta Olsson (popsångerska)
Ej att förväxla med Agneta Olsson (dansbandssångerska) (född 1964). För andra personer med samma namn, se Agneta Olsson.
Agneta Elisabeth Hammarbäck, känd under tidigare namnen Agneta Olsson och Agneta Lundblad-Olsson, född 16 november 1952 i Spånga församling i Stockholm, är en svensk sångerska. 
Agneta Olsson arbetade under 1970-, 1980- och 1990-talen som bakgrundssångerska och medverkade i ett flertal skivinspelningar samt radio- och TV-program, bland annat som körmedlem i ett antal melodifestivaler, till exempel 1979, 1981 och 1989 samt i underhållningsprogram som "Notknäckarna" och "Janne Carlsson Show". Tillsammans med dåvarande maken Peter Lundblad deltog hon i den svenska Melodifestivalen 1983 med melodin Vill du ha mig efter gryningen, en sång som inte kom med till slutomröstningen. Under 1980-talet gav hon ut flera skivor. Hon har också medverkat på produktioner av Git Persson, Cornelis Vreeswijk, Povel Ramel och Lisa Nilsson.
Agneta Olsson var 1980–2000 gift med artisten Peter Lundblad (1950–2015) och sedan 2007 med Lars Hammarbäck (född 1948), son till direktören Gösta Hammarbäck och Marianne Jansson.

## Diskografi

### Som Agneta Olsson
- 1980 – Do You Wanna Dance
- 1982 – Djurvisor (Lundblad-Eklund musikprod)[4]
- 1983 – Vill Du Ha Mej Efter Gryningen, Peter Lundblad och Agneta Olsson
- 1985 – Kärlek Är En Svala (promo)
- 1985 – Tell A Lie
- 1988 – När Du Älskar, Peter Lundblad och Agneta Olsson

### Som Agneta Lundblad-Olsson
- 1986 – Kärleken Är Du, Git Persson
- 1987 – Till Fatumeh - Rapport Från De Osaligas Ängder.... Cornelis Vreeswijk
- 1991 – Är Det Nån Som Har En Våning Åt Mig, Povel Ramel
- 2003 – Du (Öppnar Min Värld), Lisa Nilsson